# بريم كومار (ممثل هندي)
بريم كومار (بالإنجليزية: Prem Kumar)‏ هو ممثل هندي، ولد في 12 سبتمبر 1967 في ثيروفانانثابورام في الهند.

## وصلات خارجية
- بريم كومار على موقع IMDb (الإنجليزية)
- بريم كومار على موقع قاعدة بيانات الفيلم (الإنجليزية)